# 德國航空
瓦尔特航空（德語：Luftfahrtgesellschaft Walter，簡稱LGW）是一家總部設於德國多特蒙德的支線航空公司，在2007年與柏林航空合作，隨後更成為柏林航空的子公司，但以自己的品牌營運。

## 歷史

### 成立早期
瓦尔特航空在1980年由多特蒙德机场的一家飛行學校老闆貝恩德·瓦尔特（Bernd Walter）所創立。初期以塞西納206飛機提供航空攝影、觀光飛行和空中的士服務，業務地點主要為北海島嶼，1988年起改由布里顿-诺曼海岛人飛機營運。
1992年起，瓦爾特航空機隊主要由塞西納404和多尼爾228組成，並在德國統一後擴大其業務範圍。取得經營定期國內航班執照後，便開通了多特蒙德至埃尔福特、漢諾威、帕德博恩和罗斯托克等航線，這些航線都被欧洲之翼、歐洲航空快運和德國城市航空等公司放棄。

### 與柏林航空合作
2007年，瓦尔特航空與德國第二大航空公司建立合作關係，所有瓦爾特航空飛往杜塞爾多夫和柏林的航班都由柏林航空的訂票系統提供。此外亦放棄了一些航線，包括德累斯頓、萊比錫和紐倫堡。2008年，柏林航空租借引入Dash 8 Q400飛機，並租借10架給瓦爾特航空。
此後，瓦爾特航空不再提供包機服務，把業務專注在定期航班，以柏林航空名義提供服務，公司的官方網站亦關閉，並把路徑重定向至柏林航空官網。2009年1月14，瓦爾特航空最後一次以自己品牌名義提供服務，從叙尔特岛飛往杜塞爾多夫。
由於瓦爾特航空的僱員不屬於集體談判，因此他們的薪金比柏林航空略低。為了節省成本，柏林航空把部份員工遷到瓦爾特航空工作，尤其是固定合約期已過的員工。2013年初，瓦爾特航空的雇員人數約有480人。2013年4月，瓦爾特航空從尼基航空引入E-190飛機，但在同年11月又交還給尼基航空，重新引進Dash Q400飛機。

## 機隊

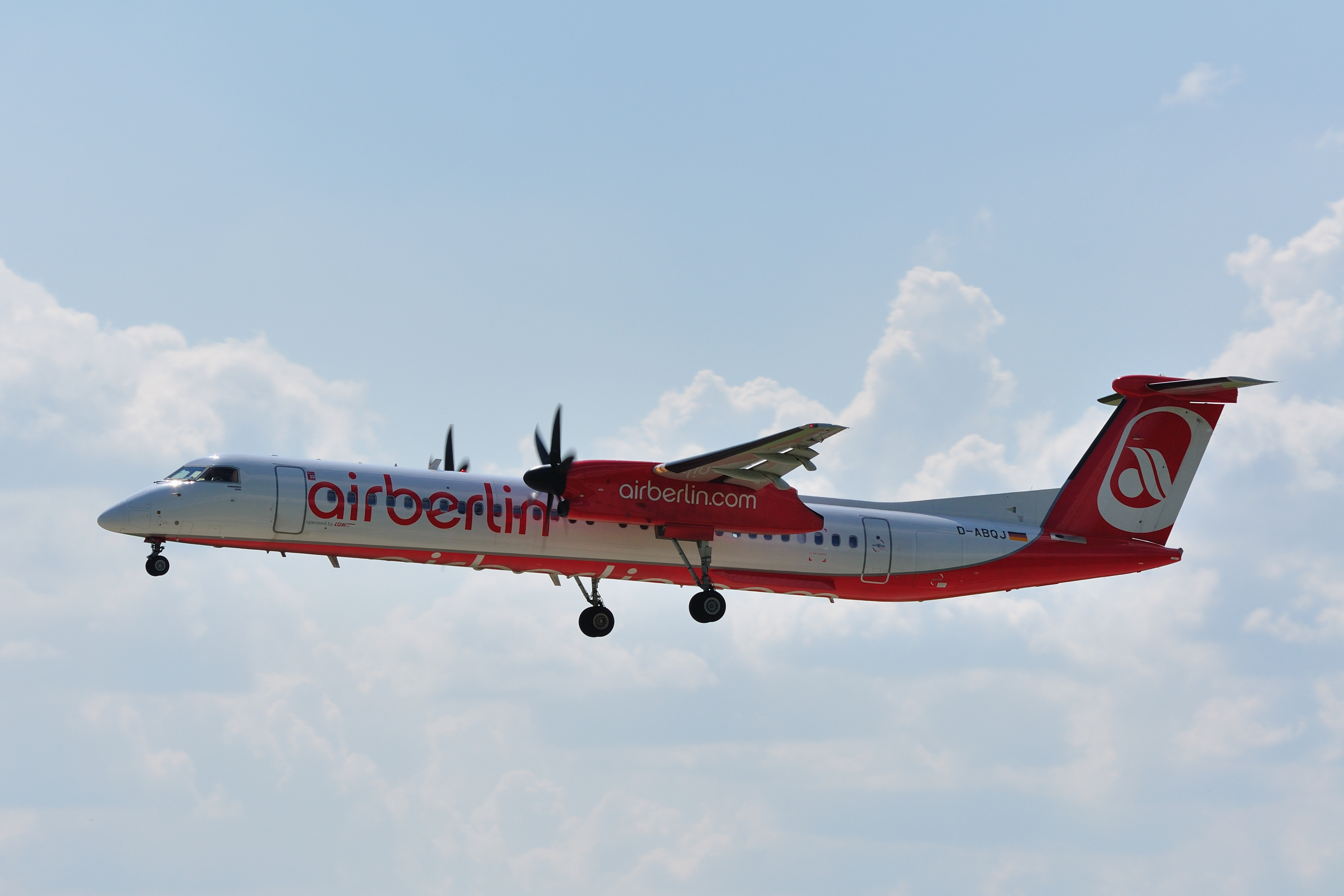
瓦尔特航空Dash 8 Q400

截至2017年2月，瓦尔特航空的機隊如下：